# Los Reales de Sierra Bermeja
Los Reales de Sierra Bermeja es un paraje natural situado Sierra Bermeja, en la provincia de Málaga, Andalucía, España. En 1989 fue declarado Paraje Natural, en 2002, Zona de Especial Protección para las Aves (ZEPA) y en 2013, Zona Especial de Conservación (ZEC) de la Red Natura 2000. Su territorio se extiende por los municipios de Casares, Estepona y Genalguacil.
El paraje comprende una sierra de media montaña constituida por rocas ígneas, ubicada al sur de la cordillera Penibética. Además de numerosos endemismos vegetales (Staehelina baetica, Silene fernadezii, Armeria colorata), alberga el único bosque de pinsapos que crece sobre peridotitas. Estas rocas predominantes son ricas en hierro y metales pesados, siendo pocas las plantas capaces de crecer en este sustrato. Las especies de fauna más significativas de esta sierra son la cabra montés (Capra pyrenaica), el corzo (Capreolus capreolus), el meloncillo (Herpestes ichneumon), el águila real (Aquila chrysaetos), el águila calzada (Hieraaetus pennatus), el halcón peregrino (Falco peregrinus), el gavilán (Accipiter nisus) y el búho real (Bubo bubo).

## Clima
En los macizos occidentales de la provincia de Málaga, en los que se encuadra Sierra Bermeja, son perceptibles los rasgos oceánicos, con lluvias abundantes y veranos largos y no muy calurosos. La cercanía al estrecho de Gibraltar condiciona el particular ombroclima de los macizos del sector rondeño, donde es común la formación de nieblas y la descarga de masas de aire húmedo procedentes tanto del Atlántico como del Mediterráneo. Las precipitaciones medias anuales rondan en la vecina Sierra Crestellina los 800 mm, llegando a superarse los 1100 mm en la estación meteorológica de Los Reales, con una sequía estival atemperada.

## Geología
Sierra Bermeja se encuentra enmarcada en las denominadas Zonas Internas, concretamente en el complejo alpujárride. El macizo está constituido por una extensa intrusión alpina de rocas ultrabásicas (peridotitas) y sus recubrimientos metamórficos. Estas rocas son ricas en minerales de hierro, que determinan la coloración rojiza del sustrato. Al hidratarse, las peridotitas dan lugar a serpentinas, cuya gran resistencia a la descomposición condiciona la escasa evolución de los suelos. Este factor, unido a la ausencia de CaCO3 y a la alta concentración de magnesio y metales, determina condiciones bastante limitantes para el desarrollo de la vegetación.
El Paraje Natural Los Reales de Sierra Bermeja comprende el pico de Los Reales y sus laderas. La cima tiene una altitud de 1452 metros.

## Hidrología
Las aguas recogidas en la vertiente norte del Paraje Natural Los Reales de Sierra Bermeja se recogen en el arroyo de la Cueva y en la garganta del Algarrobo, tributarios del río Almarchal. Cerca de la cima de Los Reales, aunque en la vertiente sur, tiene su nacimiento el río Cala, que desemboca en el mar junto al núcleo de Estepona. A su vez, la vertiente este comprende parte de la cabecera del arroyo del Infierno y el río Padrón. Los caudales tienen una marcada dependencia de las aguas de lluvia, por lo que son bastante irregulares.

## Flora y fauna
El paraje tiene una superficie de 1236 ha en Sierra Bermeja. Su interés radica en el importante número de especies de flora endémica que contiene y en poseer el único bosque de pinsapos sobre peridotitas, así como por la presencia de aves rapaces como el águila real, el halcón peregrino, el búho real, el águila perdicera y el águila calzada. Además, otras especies vegetales presentes son el pino marítimo, el enebro, el alcornoque y la coscoja.